# Öko-Institut
L'Öko-Institut est un institut allemand de recherche sur l'environnement reconnu d'utilité publique et dont le siège est situé à Fribourg-en-Brisgau.
Issu en 1977 du mouvement antinucléaire, il compte aujourd'hui environ 130 employés répartis entre Fribourg, Darmstadt et Berlin. Il est organisé sous la forme d'une association et possède 2 800 membres, dont près de 30 communes. Ses travaux sont principalement financés par des fonds privés ou par des fonds publics affectés à des projets spécifiques (Drittmittel). À ces fonds s'ajoutent les cotisations des membres et les donations. En 2008, son chiffre d'affaires s'élevait à 9,8 millions d'euros.

## Domaines d'activité

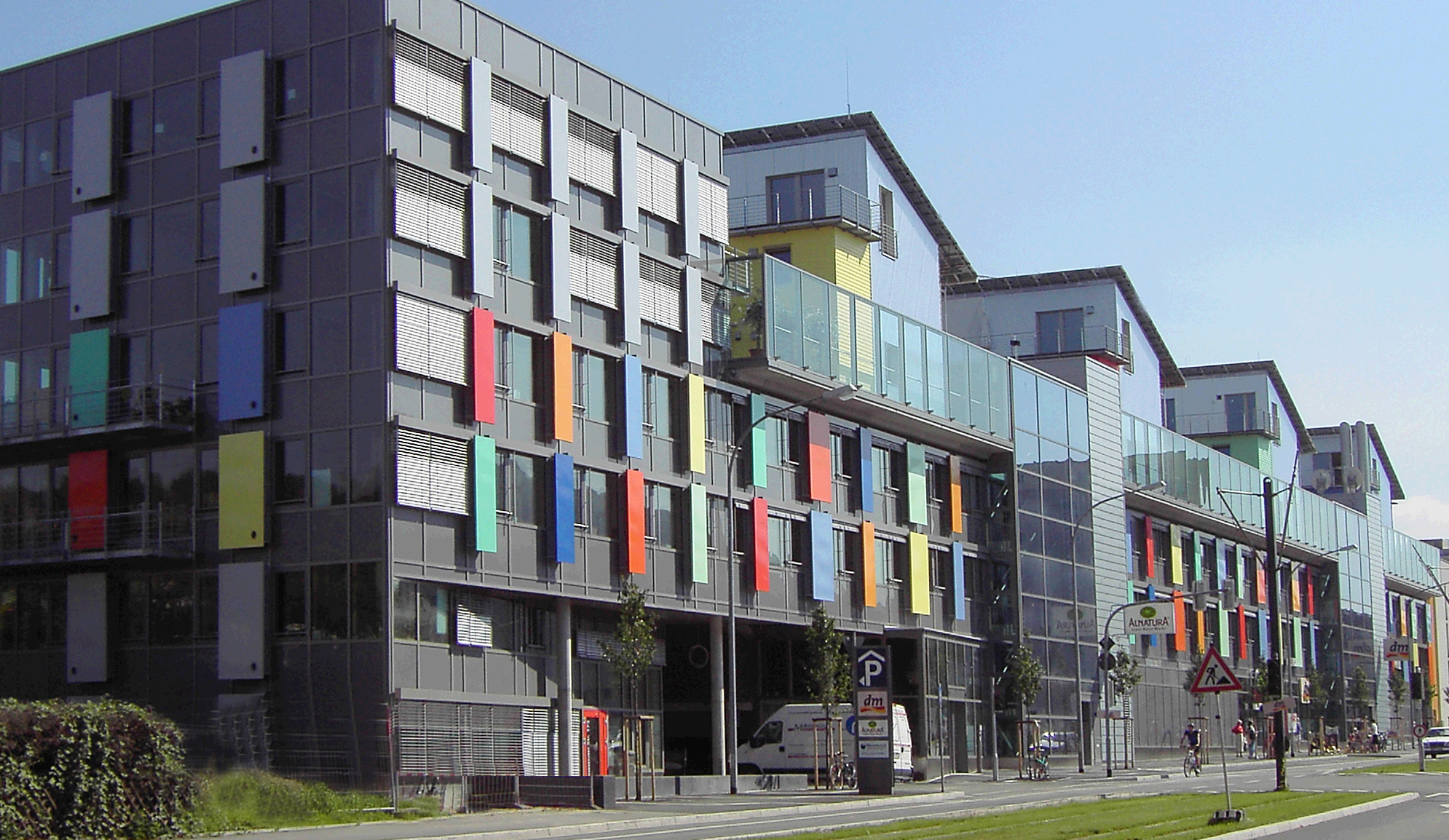
Bureaux de l'Öko-Institut dans le quartier de Sonnenschiff à Fribourg

L'Öko-Institut réalise des expertises économiques et conseille les hommes politiques, les associations pour la protection de l'environnement, ainsi que diverses organisations et entreprises. Environ une centaine de projets nationaux et internationaux sont mis en œuvre chaque année. Les thèmes abordés sont :
- gestion des produits chimiques et évaluation des technologies ;
- énergie et climat ;
- protection contre les immissions et les rayonnements ;
- agriculture et biodiversité ;
- consommation responsable ;
- mobilité durable ;
- gestion durable des ressources ;
- entreprises durables ;
- techniques nucléaires et sécurité des installations ;
- droit, politique et gouvernance.

L'institut est un des membres fondateurs de l'association EnergieVision, qui décerne le label « ok-power » aux appareils électriques propres. Il a également lancé à destination des consommateurs la campagne d'information « EcoTopTen », dont le portail web offre des recommandations concrètes en matière de consommation responsable.
Depuis l'été 2006, l'Öko-Institut publie un journal électronique gratuit appelé « eco@work ». Il est accessible en ligne sur le site de l'institut, téléchargeable au format PDF et disponible par courriel via une liste de diffusion.

## Critiques
En 2004, l'expert en énergie Hermann Scheer, affilié au SPD, reproche à l'Öko-Institut sa coopération avec les grands groupes producteurs d'électricité contre la loi EEG en faveur les énergies renouvelables. L'institut rétorque en qualifiant ces critiques d'infondées et souligne l'importance de la loi EEG dans la promotion des énergies renouvelables.
Début 2008, les certificats RECS, mis en avant en Allemagne par l'Öko-Institut, sont à nouveau décriés comme une « arnaque ». L'institut rejette également ces critiques tout en insistant sur l'importance des labels de qualité garantissant une énergie propre, comme le label « ok-power »,. Le système RECS a depuis été transposé sous la forme du certificat EECS (European Energy Certificate System), qui prend également en compte la directive européenne 2009/28/CE et apporte les garanties exigées par la loi EEG concernant l'origine de l'électricité produite à partir des énergies renouvelables.